# Svenljunga socken
Svenljunga socken i Västergötland ingick i Kinds härad, ombildades 1946 till Svenljunga köping och området är sedan 1971 en del av Svenljunga kommun, från 2016 inom Svenljunga-Ullasjö distrikt.
Socknens areal var 43,04 kvadratkilometer land. År 1946 fanns här 2 296 invånare.  Tätorten Svenljunga med sockenkyrkan Svenljunga kyrka ligger i socknen. 

## Administrativ historik
Socknen har medeltida ursprung. 
Vid kommunreformen 1862 övergick socknens ansvar för de kyrkliga frågorna till Svenljunga församling och för de borgerliga frågorna bildades Svenljunga landskommun. Landskommunen ombildades 1946 till Svenljunga köping som 1971 uppgick i Svenljunga kommun. Församlingen uppgick 1992 i Svenljunga-Ullasjö församling som 2006 uppgick i Svenljungabygdens församling.
1 januari 2016 inrättades distriktet Svenljunga-Ullasjö, med samma omfattning som Svenljunga-Ullasjö församling hade 1999/2000 och fick 1992, och vari detta sockenområde ingår.
Socknen har tillhört län, fögderier, tingslag och domsagor enligt vad som beskrivs i artikeln Kinds härad. De indelta soldaterna tillhörde Älvsborgs regemente, Södra Kinds kompani.

## Geografi
Svenljunga socken ligger söder om Borås kring Ätran. Socknen är en skogsbygd med mossmarker i väster och sydost, Store Mossen samt Ebbarpsmosse i väster och Åstarpamossen i söder.
Länsväg 154 samt länsväg 156 korsar socknen. 

## Fornlämningar
Boplatser från stenåldern är funna. Från bronsåldern finns gravrösen. Från järnåldern finns gravfält. Två runstenar har påträffats.

## Namnet
Namnet skrevs 1427 Swinalyongha och kommer från kyrkbyn. Förleden innehåller svin. Efterleden syftar på ljungbevuxen mark.